# Francisco I. Madero
Francisco I. Madero (født 30. oktober 1873, død 22. februar 1913) var en revolutionær, som var Mexicos præsident fra 1911 til 1913. Han blev myrdet af Victoriano Huerta, fordi folk mente, at han ikke havde det, der skulle til, for at lede Mexico.[kilde mangler]